# Кокоревка
Ко́коревка — посёлок городского типа в Суземском муниципальном районе Брянской области России. Является единственным населённым пунктом муниципального образования «Кокоревское городское поселение».

## География
Посёлок расположен в 83 км к югу от Брянска. Железнодорожная станция на линии Москва — Киев.

## История
В годы немецкой оккупации, с ноября 1941 года по сентябрь 1943 года Кокоревка вместе с Суземским районом находилась в составе Локотского округа самоуправления.
Статус посёлка городского типа — с 1949 года.

## Население
| 1959  | 1970  | 1979  | 1989  | 2002  | 2009  | 2010  | 2011  | 2012  |
| ----- | ----- | ----- | ----- | ----- | ----- | ----- | ----- | ----- |
| 3816  | ↗3924 | ↘3322 | ↘2802 | ↘2452 | ↘2176 | ↘1962 | →1962 | ↘1942 |
| 2013  | 2014  | 2015  | 2016  | 2017  | 2018  | 2019  | 2020  | 2021  |
| ↘1906 | ↘1840 | ↘1819 | ↘1797 | ↘1761 | ↘1724 | ↘1694 | →1694 | ↗1786 |

## Экономика
В посёлке имеется деревообрабатывающий завод и лесозаготовительное предприятие.